# Производство картофеля на Кубе
Выращивание картофеля является одной из отраслей сельского хозяйства Республики Куба.

## История

### 1898—1958 годы
По состоянию на начало 1930-х годов Куба представляла собой типичную тропическую полуколониальную страну. Основой экономики являлось монокультурное сельское хозяйство. Основными экспортными товарами были тростниковый сахар и табак (в 1934 году они составляли свыше 90 % объёма экспорта), в меньшей степени — кофе, какао, тропические фрукты (бананы, ананасы, грейпфруты и др.), кокосовые орехи и ценные породы дерева (в частности, красное дерево и испанский кедр). При этом, посевы кукурузы, риса и пшеницы для внутреннего употребления были сравнительно невелики, и не обеспечивали потребности страны в продовольствии (35 % импорта составляли продукты питания).
В дальнейшем, мировой экономический кризис тяжело отразился на экономике страны.
В начале 1950-х годов главными продовольственными культурами были кукуруза, рис, бобовые, земляной орех, помидоры и бананы. В это время Куба по-прежнему оставалась отсталой страной с монокультурным сельским хозяйством, в котором выращивание сахарного тростника в ущерб основным продовольственным культурам заставляло ввозить 35 % потребляемого продовольствия (в том числе, почти целиком — пшеницу, рис и кукурузу). Удобрения в сельском хозяйстве практически не применяли. Продовольствие импортировалось из США.
Собственное производство картофеля в 1951-1955 гг. было незначительным.
В 1956 году под сахарным тростником было занято 56 % всех обрабатываемых земель сельскохозяйственного назначения, импортировалось 40 % продовольствия.

### 1959—1991 годы
После победы Кубинской революции в январе 1959 года США прекратили сотрудничество с правительством Ф. Кастро и стремились воспрепятствовать получению Кубой помощи из других источников. Власти США ввели санкции против Кубы, а 10 октября 1960 года правительство США установило полное эмбарго на поставки Кубе любых товаров (за исключением продуктов питания и медикаментов).
Поскольку в 1959 году Куба являлась отсталой аграрной страной с преобладанием экстенсивного сельского хозяйства и избытком малоквалифицированной рабочей силы (четверть взрослого населения была неграмотной), используемой сезонно, у республики не было реальных возможностей (необходимых накоплений для капиталовложений, валютных резервов и квалифицированной рабочей силы) для быстрой индустриализации и создания многоотраслевой экономики; в первые годы после революции был взят курс на преимущественное развитие и техническое оснащение традиционных отраслей сельского хозяйства, а также связанных с ним пищевых производств.
Одним из направлений стало увеличение объёмов производства корнеплодов и клубнеплодов. С целью обеспечения продовольственной безопасности страны, была разработана и в 1961 году принята программа по обеспечению населения базовыми продуктами питания. 20 февраля 1962 года была создана Академия наук Кубы (в составе которой было создано отделение сельского хозяйства). Также началась механизация сельского хозяйства и увеличение собственного производства удобрений.
Во время Карибского кризиса в октябре 1962 года корабли военно-морского флота США установили военно-морскую блокаду Кубы в виде карантинной зоны в 500 морских миль вокруг берегов Кубы, блокада продолжалась до 20 ноября 1962 года. Имевшее основания опасаться возобновления блокады острова в условиях продолжавшейся «холодной войны», правительство активизировало деятельность по достижению независимости страны от импорта продовольствия.
В связи с диверсификацией растениеводства (для снижения риска неурожая) площади под маниоком сократились, но потребовалось время для акклиматизации импортных сортов картофеля из Европы к условиям тропического климата Кубы.
В начале октября 1963 года на Кубу обрушился ураган «Флора» (один из сильнейших и разрушительных ураганов за всю историю региона), причинивший ущерб сельскому хозяйству. В 1966 году положение в сельском хозяйстве страны осложнилось в связи с ущербом, нанесённым циклонами «Альма» (в июне 1966 года) и «Инес» (в сентябре — октябре 1966 года). В целом, в начале 1970-х годов картофель выращивали для внутреннего потребления практически повсеместно, но в число основных потребительских культур он ещё не входил (в 1971-1975 гг. объёмы производства картофеля составляли в среднем около 81 тыс. тонн в год).
12 июля 1972 года Куба вступила в Совет экономической взаимопомощи, и правительством Кубы была принята комплексная программа социалистической экономической интеграции. Поскольку при содействии СССР и других социалистических стран на Кубе значительно увеличилось выращивание высокопродуктивных сортов картофеля, значение этой культуры постепенно возрастало. В 1975 году было собрано 116,8 тыс. тонн картофеля, в 1976 году - 151,8 тыс. тонн. Кроме того, имело место постепенное увеличение производства маланги.
При техническом содействии ГДР в провинции Гавана была построена картофельно-сортировочная фабрика.
В 1986 году положение в сельском хозяйстве осложнили ураган «Кейт» и начавшаяся засуха 1986—1987 гг. (для преодоления последствий которых капитальные вложения в АПК были увеличены). Крайне неблагоприятные погодные условия привели к снижению производства основных видов продукции растениеводства в 1987 году. Урожай картофеля 1987 года сократился в сравнении с 1986 годом на 21,1% - до 249,7 тыс. тонн.
В результате диверсификации сельского хозяйства и роста объёмов производства картофеля, уже в 1988 году картофель вошёл в перечень основных продовольственных культур. В 1990 году был собран крупнейший урожай картофеля в истории Кубы.

### После 1991 года
Распад СССР и последовавшее разрушение торгово-экономических и технических связей привело к ухудшению состояния экономики Кубы в период после 1991 года. Правительством Кубы был принят пакет антикризисных реформ, введён режим экономии.
В октябре 1992 года США ужесточили экономическую блокаду Кубы и ввели новые санкции (Cuban Democracy Act).
В ноябре 1992 года для продолжения самостоятельных исследований в области растениеводства при университете Лас-Вильяс был создан Институт биотехнологий растений (Instituto de Biotecnología de las Plantas), одним из основных направлений деятельности которого в первые годы стало создание новых сортов картофеля, кофе и бананов.
12 марта 1996 года конгресс США принял закон Хелмса-Бёртона, предусматривающий дополнительные санкции против иностранных компаний, торгующих с Кубой. Судам, перевозящим продукцию из Кубы или на Кубу, запрещено заходить в порты США.
В 1993—2006 годы основной потребительской сельхозкультурой являлся рис, но картофель входил в число основных видов культивируемых корнеплодов. В 2006 году сбор всех корнеплодов и клубнеплодов в стране составил 1330 тыс. тонн (из них картофель - 286,2 тыс. тонн, бониато – 303 тыс. тонн, маланга – 175 тыс. тонн). За счёт собственного производства Куба полностью обеспечивает потребности населения в рисе, кукурузе, фасоли и корнеплодах, однако другие зерновые (пшеница, ячмень и овёс) импортируются.
Начавшийся в 2008 году всемирный экономический кризис и тропические ураганы («Долли» и «Густав» летом 2008 года, «Исаак» в августе 2012 года и «Сэнди» в октябре 2012 года) осложнили положение в сельском хозяйстве страны и привели к снижению объёмов производства картофеля. Однако в условиях сохранения устойчивого спроса на картофель у населения было принято решение о развитии картофелеводства. В начале 2014 года для изучения и посева были закуплены партии семенного картофеля в Бельгии, Франции и Голландии.
Начавшаяся в 2020 году эпидемия коронавируса COVID-19 (распространившаяся в марте 2020 года на Кубу) осложнила положение в стране. Осенью 2020 года ураган "Эта" нанёс ущерб сельскому хозяйству, пострадали 12 культур (в том числе, урожай бананов, табака, кофе, какао, помидоров, фасоли, бониато, кукурузы, риса и маниока).
В сложившихся условиях было принято решение о восстановлении производства картофеля в провинции Гуантанамо. Осенью 2021 года в двух провинциях (Гуантанамо и Пинар-дель-Рио) министерством сельского хозяйства был начат проект по выращиванию нового перспективного сорта картофеля «Paradiso» из импортных семян, закупленных в Голландии. Общее руководство проектом было возложено на опытную сельскохозяйственную станцию «la Estación Experimental de Pastos y Forrajes Indio Hatuey» провинции Матансас. В 19 муниципалитетах страны были созданы опытные поля (площадью 0,5 гектара каждое), посадку на которых производили вручную в декабре 2021 года. Ожидаемая урожайность оценивалась в пределах 14 – 20 тонн с гектара. При выращивании использовались только органические удобрения 12 различных видов (навоз крупного рогатого скота, птичий помёт и др.) для определения оптимальной подкормки на разных видах почв и в разных климатических условиях. Наилучшие результаты были получены в хозяйстве «Hermanos Barcón» в провинции Пинар-дель-Рио, где в апреле 2022 года урожайность составила 24 тонны с гектара опытного поля.

## Современное состояние
Картофель входит в некоторые блюда современной кубинской кухни.